# 圍欄

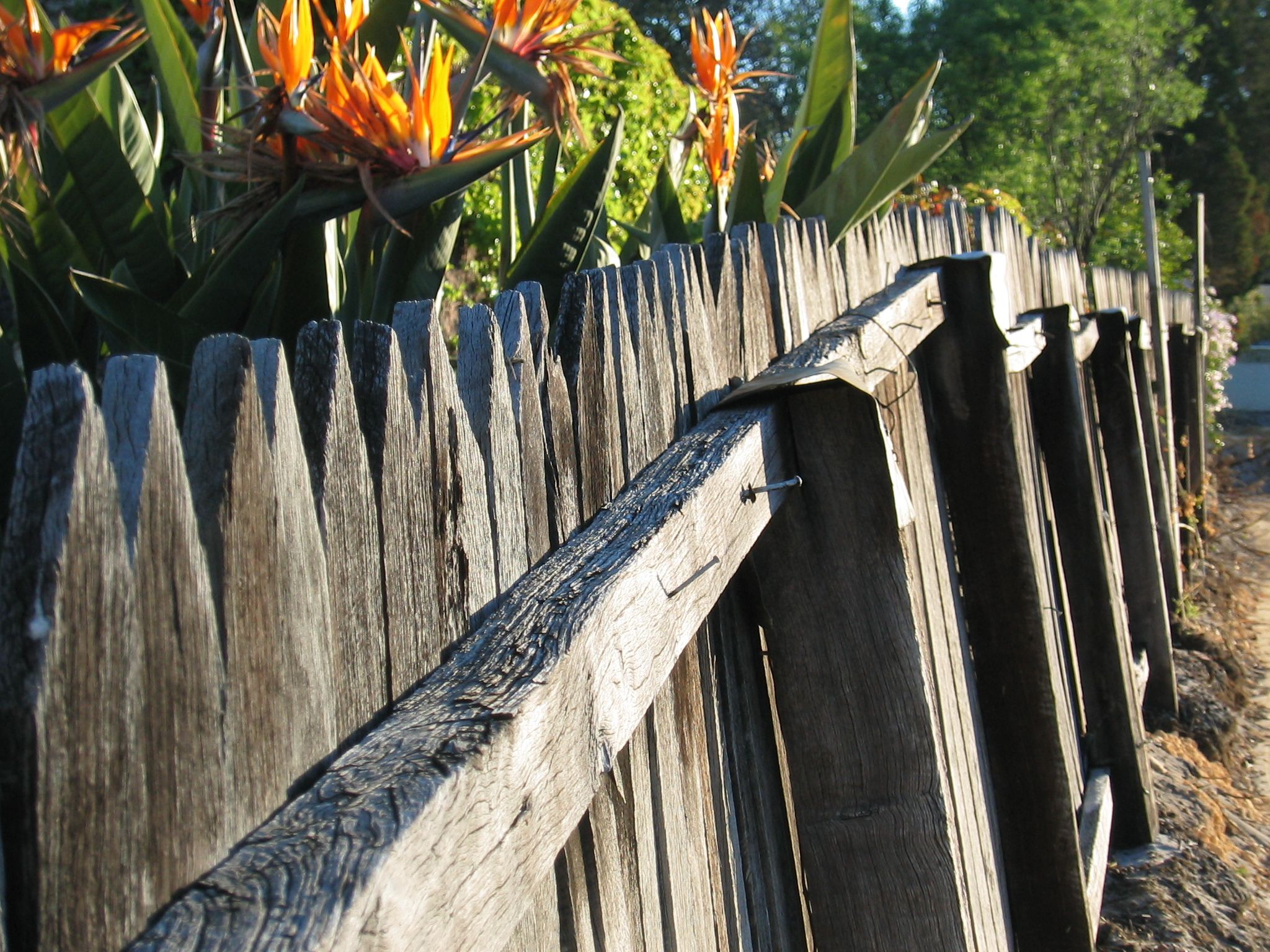
澳大利亚西部典型的红柳桉树围栏

圍欄又稱籬笆、柵欄、護欄，是一種用來限制或防止特定範圍內活動的設施，常見於農村、園藝場所以及戰亂地區。圍欄由各種材料構成，如棍子、竹子、蘆葦、灌木、石頭等，也可使用金屬或塑料等其他材料。其作用包括保護院子、田園，阻止入侵者，飼養家畜、家禽，以及作為裝飾。與圍牆不同的是，圍欄僅限制活動，而圍牆則還限制視野。

## 功能與影響
圍欄作為牧民管理草場的重要設施之一，具有禁牧和退化草地恢復的功能。此外，圍欄也可以阻止偷獵盜獵和限制疾病傳播。然而，圍欄的設置也可能導致野生動物棲息地的丧失和破碎化，影響其迁徙和資源利用，以及阻止种群間基因交流。

## 分類
根據用途不同，現代圍欄可分為以下幾種類型：
- 畜牧圍欄：對野生動物造成損害最大的類型之一。野生動物嘗試穿越這種帶刺的網圍欄時，往往易受傷。若被圍欄纏住無法挣脫，容易導致野生動物應激反應，並暴露於危險中[6]。
- 隔離圍欄：用於分隔特定區域或限制動物活動範圍。
- 边界圍欄：用於標示界限或防止入侵者進入特定區域。
- 保護圍欄：用於保護特定區域免受外部干擾或保護特定動植物種群。

## 材料與演變
圍欄的材料多種多樣，世界各地均有不同的應用。在拉丁美洲，常見以仙人掌構成的圍欄。而隨著時代的進步，圍欄的建造材料也日益豐富。19世紀後期，鐵絲開始廣泛應用於圍欄的建造，後來更發展出刺鋼絲和通電圍欄等設計，用於動物的圈養和防護。